# Хмељов
Хмељов (слч. Chmeľov) насељено је мјесто са административним статусом сеоске општине (слч. obec) у округу Прешов, у Прешовском крају, Словачка Република.

## Становништво
| Година:    | 1994. | 2004.   | 2014.   | 2024.   |
| ---------- | ----- | ------- | ------- | ------- |
| Број људи: | 854   | 912     | 984     | 1076    |
| Разлика:   |       | +6,79 % | +7,89 % | +9,34 % |

| Година:    | 2023. | 2024.   |
| ---------- | ----- | ------- |
| Број људи: | 1078  | 1076    |
| Разлика:   |       | -0,18 % |

Према подацима о броју становника из 2024. године насеље је имало 1076 становника.